# Guamote

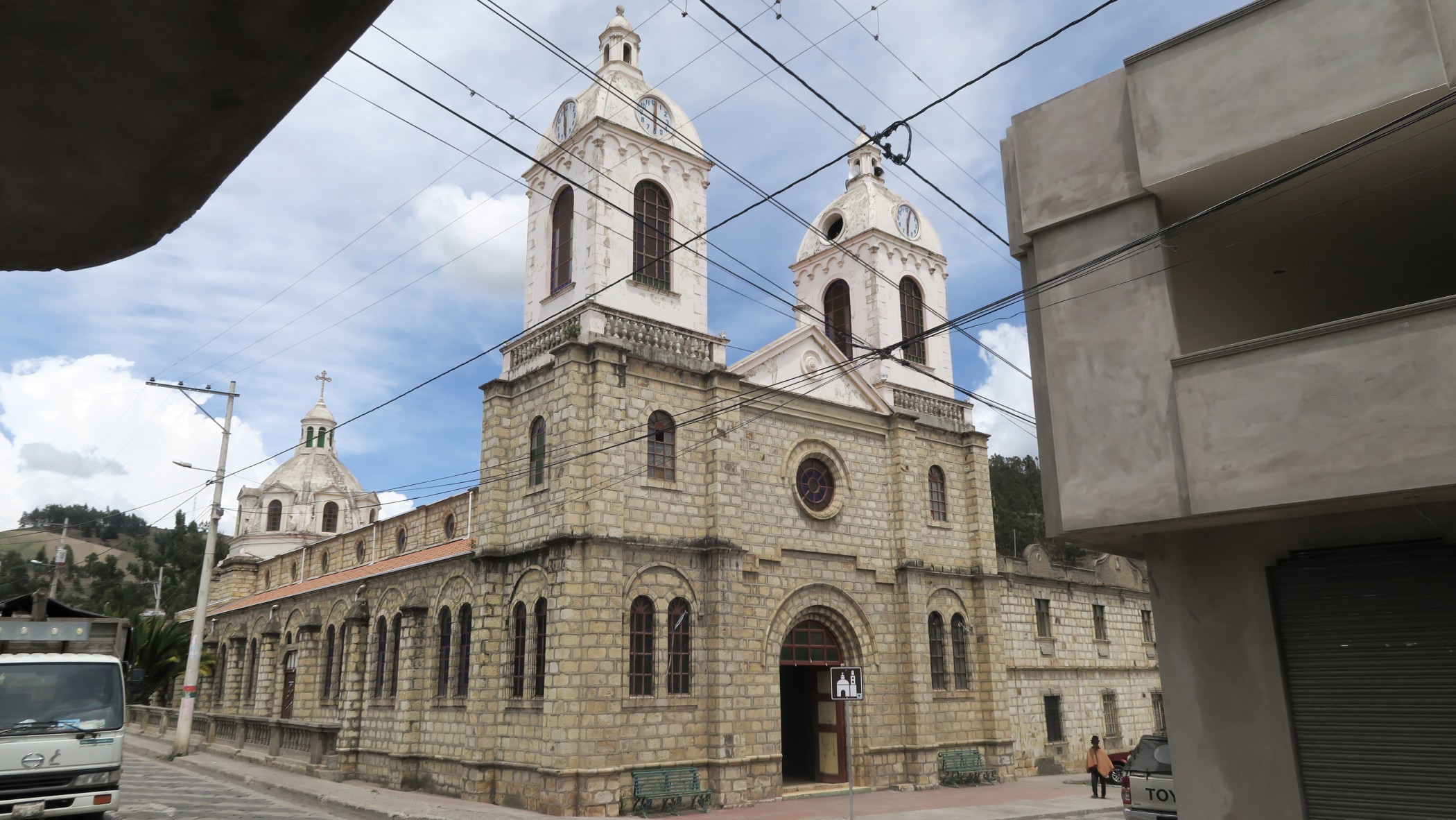
Kirche in Guamote

Guamote ist eine Kleinstadt und die einzige Parroquia urbana („städtisches Kirchspiel“) im Kanton Guamote der ecuadorianischen Provinz Chimborazo. Die Parroquia besitzt eine Fläche von 120,2 km². Die Einwohnerzahl der Parroquia lag im Jahr 2010 bei 24.638. Davon wohnten damals 2648 Einwohner in der Kleinstadt Guamote.

## Lage
Die Parroquia Guamote liegt im Andenhochtal südzentral in Ecuador. Der Río Chambo (auch Río Cebadas) fließt entlang der östlichen Verwaltungsgrenze nach Norden. Der Río Guamote, dessen linker Nebenfluss, entwässert den Westen der Parroquia. Die 3045 m hoch gelegene Stadt Guamote befindet sich 30 km südsüdwestlich der Provinzhauptstadt Riobamba. Die Fernstraße E35 (Riobamba–Cuenca) führt an Guamote vorbei.
Die Parroquia Guamote grenzt im Osten an die Parroquia Cebadas, im äußersten Süden an die Parroquias Achupallas und Tixán (beide im Kanton Alausí), im Südwesten an die Parroquia Palmira, im äußersten Westen an den Kanton Pallatanga, im Norden an die Parroquia Columbe (Kanton Colta) sowie im äußersten Nordosten an die Parroquia Flores (Kanton Riobamba).

## Geschichte
Im Jahr 1613 wurde die kirchliche Pfarrei Guamote in der Villa de Riobamba gegründet. Seit dem Jahr 1643 ist Guamote auch eine zivilrechtliche Parroquia. 1824 wurde die Provinz Chimborazo sowie der Kanton Riobamba gegründet und Guamote wurde Teil davon. 1884 wurde die Parroquia Guamote Teil des neu geschaffenen Kantons Colta. Am 1. August 1944 wurde der Kanton Guamote eingerichtet und Guamote als Parroquia urbana Sitz dessen Kantonsverwaltung.